# エスプレッソ

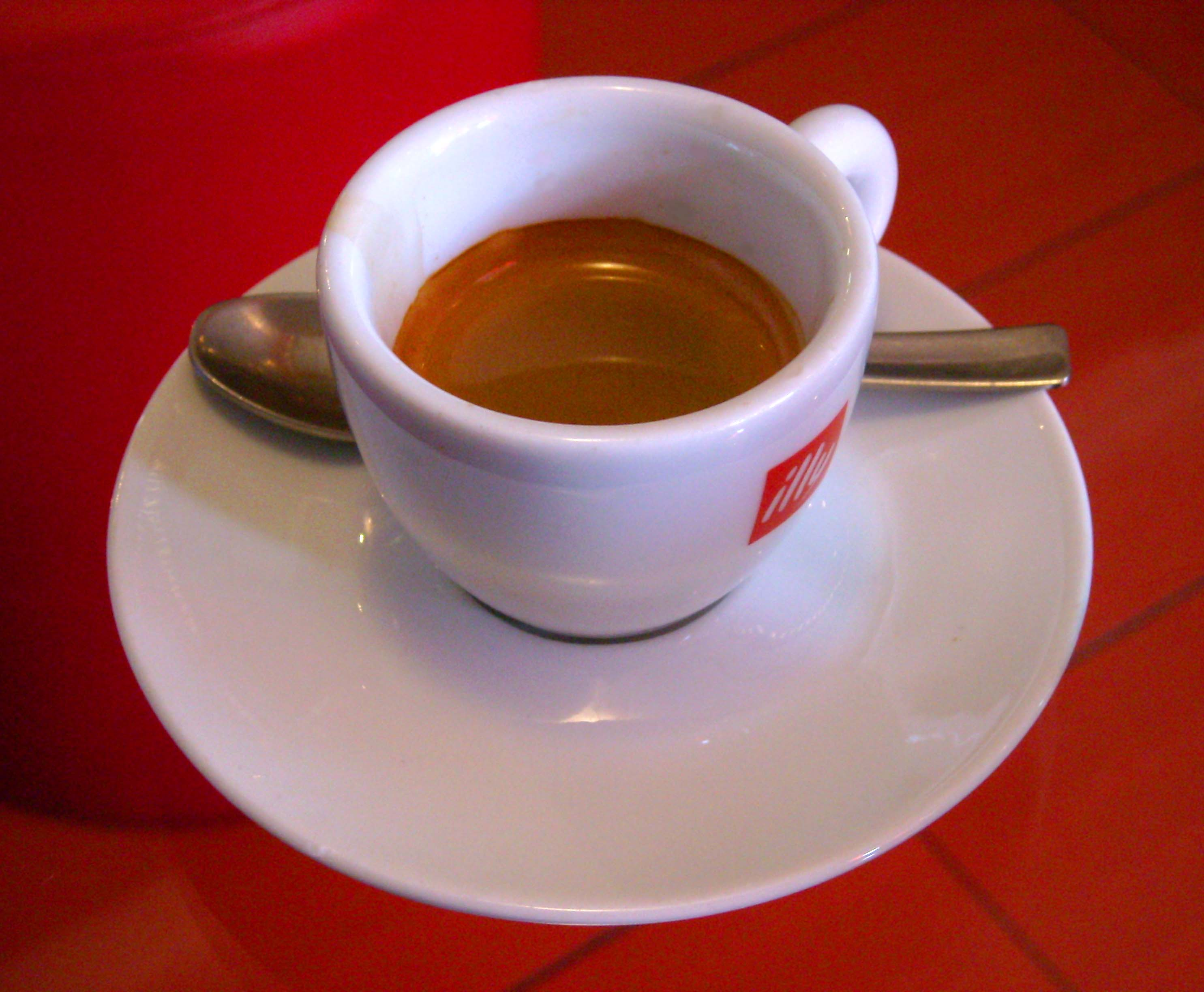
エスプレッソ

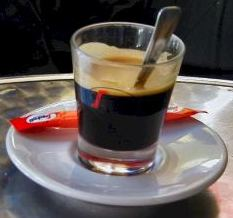
エスプレッソ

エスプレッソ（イタリア語: espresso）は、イタリア発祥のコーヒー抽出方法およびその方法で抽出されたコーヒー。深煎りで微細に挽いたコーヒー豆を充填したフィルターに、沸騰水を加圧状態（9 - 10気圧程度）で濾すことで抽出される。イタリア、フランス、スペイン、ポルトガル、スイス、ブルガリア、ギリシャなど南ヨーロッパとその周辺においてはこの方法で抽出したコーヒーが最も一般的なものとなっている。エスプレッソは他の抽出方法のコーヒーと比較して極めて濃厚であり、温めた蜂蜜に似たとろみがある。表面に後述するようにクレマと呼ばれる黄金色 - 褐色の泡が載っている。普通のコーヒーカップの半分ほどのデミタスとも呼ばれる（demi は半分、tasse はカップを意味するフランス語）カップで供される。通常の一杯の量は30 ccから40 cc程度で、イタリアでは砂糖を入れて飲むのが一般的である。

## 概要
イタリアやフランスではもっともよく飲まれるコーヒーであり、イタリアで単に「コーヒー （Caffè）」といえば普通エスプレッソのことをさす。特徴的な抽出方法により、風味が濃厚である。使用するコーヒー豆が深煎りのため、焙煎工程で揮発し、抽出時間も短いことから、豆に含まれるカフェインの含有量はドリップ用の焙煎に比べ少なく、また一杯の量が少ないため一杯当たりのカフェイン含有量もエスプレッソの方が少ない。ただし、実際のカフェインの量はコーヒーの容量、コーヒー豆の産地、焙煎の方法やその他の条件によって異なる。
通常のエスプレッソは、一杯当たりコーヒー豆を7g 程度使用し30 cc程度抽出する。14 g程度使用し60 cc程度抽出したものはドッピオ（doppio、ダブルの意味）と呼び区別することもある。スチームミルクなどを加えた、カフェ・ラッテ、カプチーノ、カフェ・マキアート、キャラメル・マキアートなどのバリエーションもある。

## 抽出方法
エスプレッソの抽出には、電気式のエスプレッソマシン、もしくは、もっぱら家庭用のモカエキスプレスなどの専用の器具を用いた直火式が必要である。電気式のエスプレッソマシンは、直火式に比べてより高い圧力をかけて抽出することができるため、より濃厚に淹れられると言われる。抽出に用いる水は35 - 85 ppm程度の中軟水が望ましいとされる。またエスプレッソマシンは内部に水を通す細い管等が多く硬水はそうした管内にスケールがつくため避けなければならない。このため硬水の多いヨーロッパのカフェの業務用エスプレッソマシンは軟水器とセットで設置されることが多い。

### エスプレッソマシン

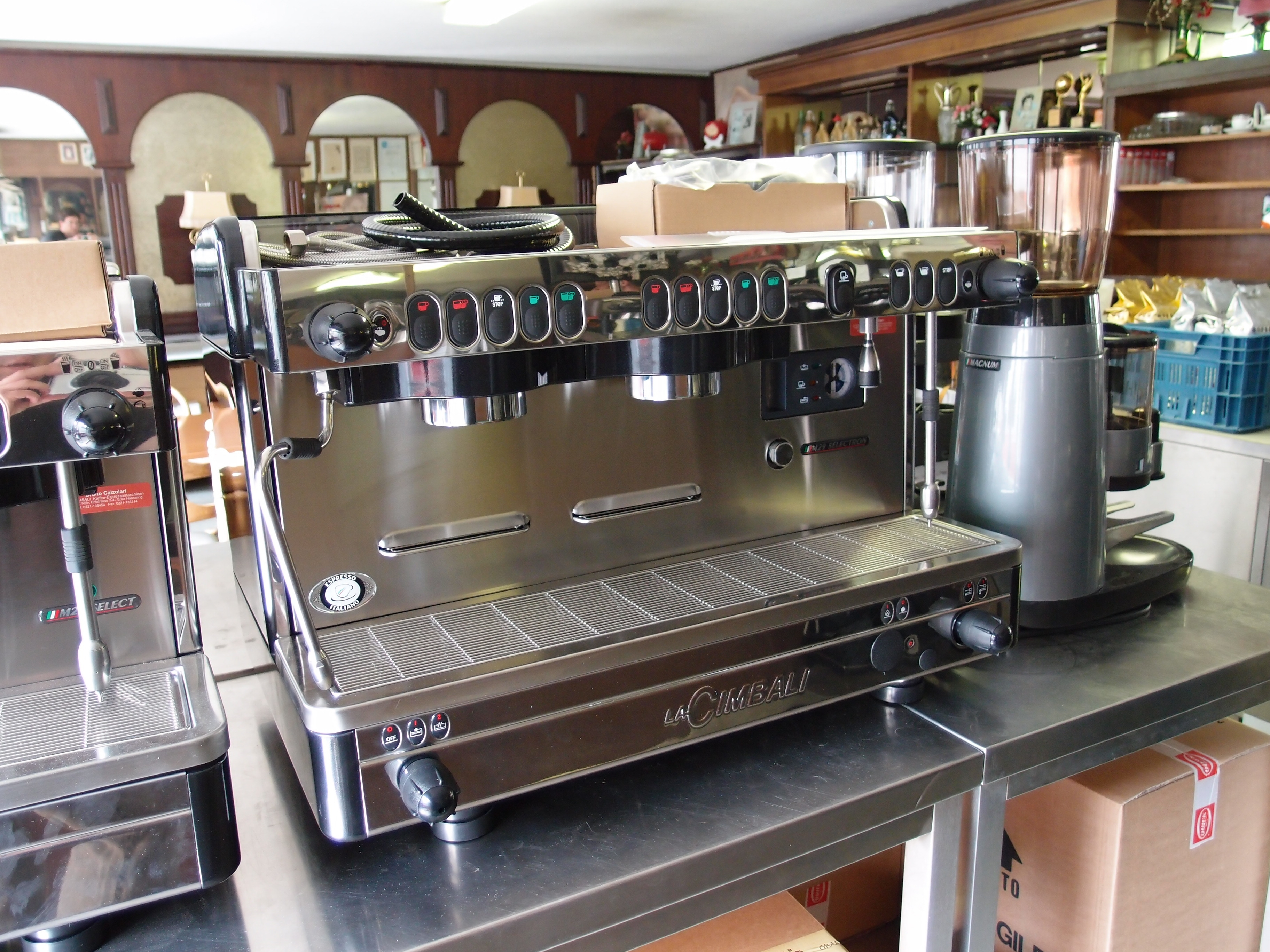
チンバリ社の業務用のエスプレッソマシン

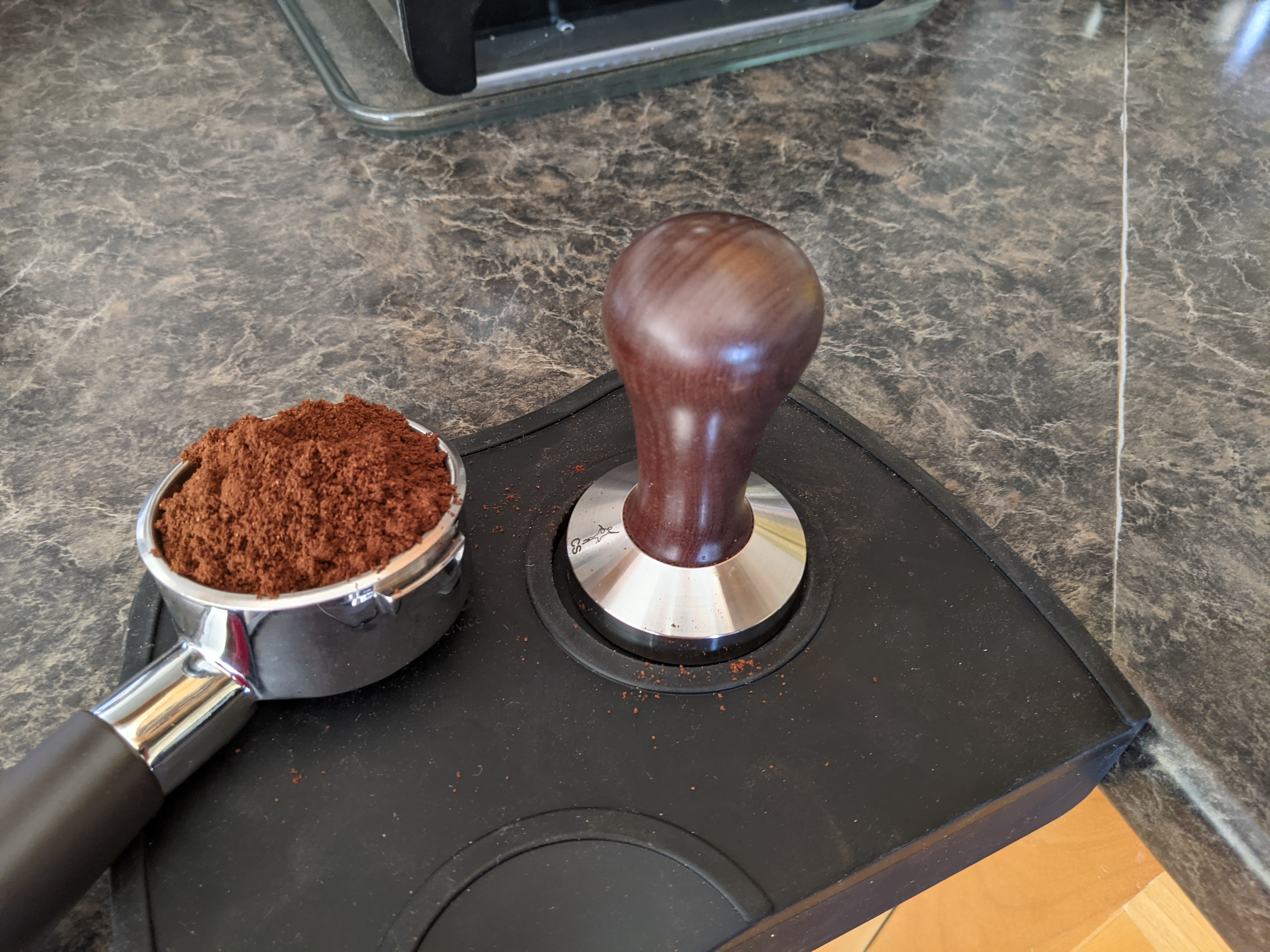
金属製のバスケットの中へタンパーで押し込める

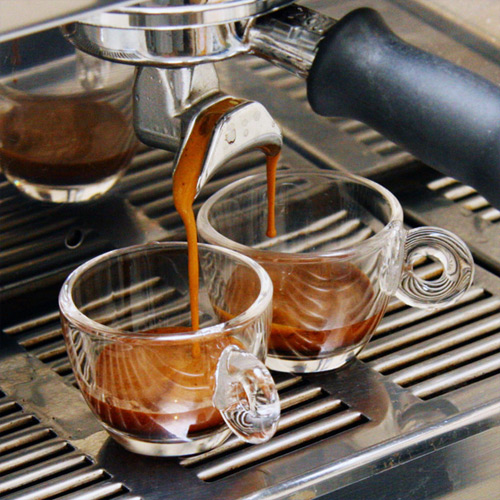
エスプレッソマシン

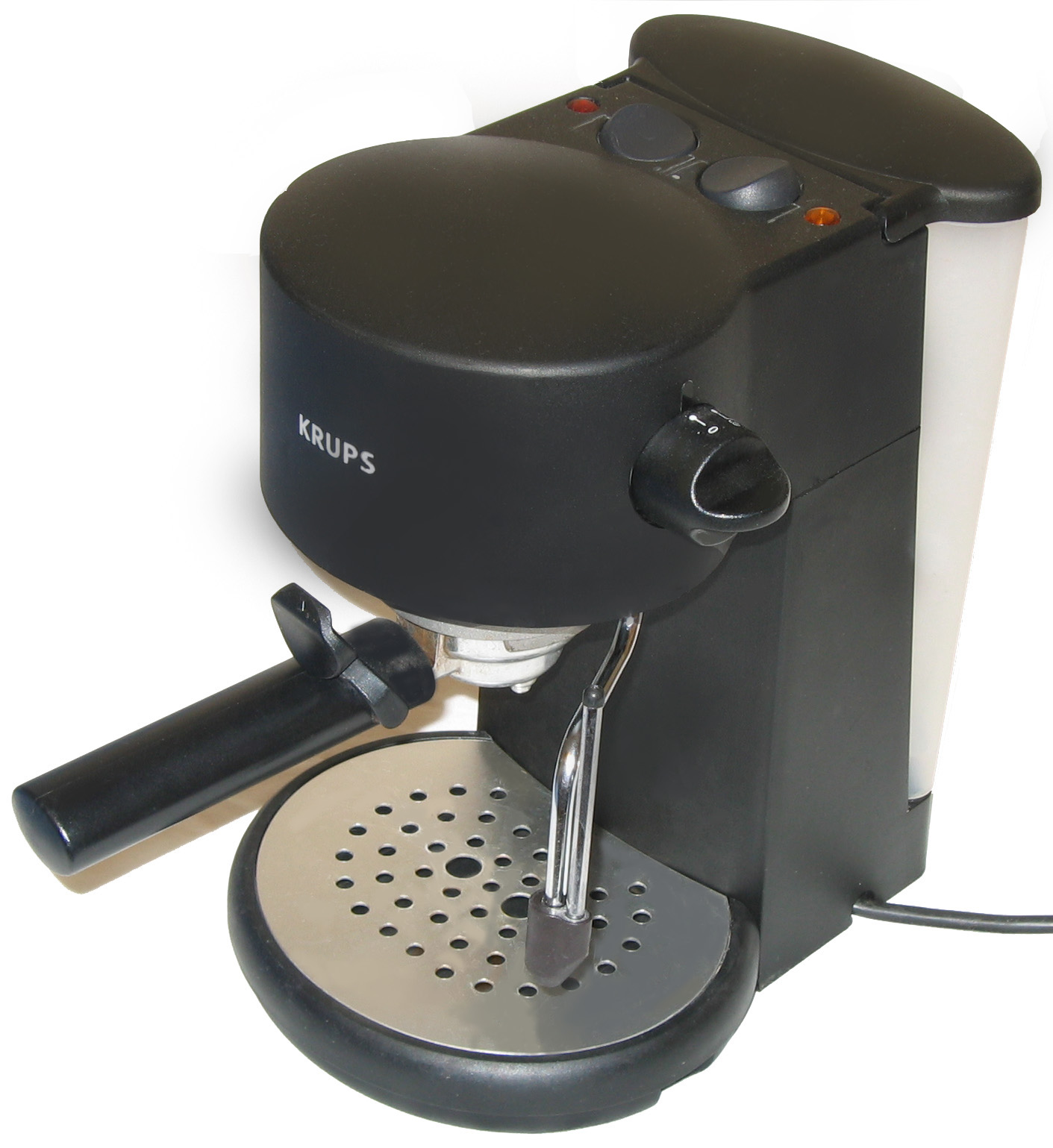
家庭用のエスプレッソマシン

電気式の自動エスプレッソマシンでは、まずエスプレッソ用に細かく挽かれた豆を、脱着可能なレバー形状のフィルターホルダー（通常ポルタフィルターと呼ばれる）の先端に装着しておいた金属製のバスケットの中へタンパーで押し込める。これをタンピングという。均等に押し込めたらマシンの抽出口（グループヘッドと呼ぶ）にセットし、高圧で沸騰水を通しコーヒー液を抽出する。マシンによって仕上がりは異なるが、エスプレッソには黄金色の泡が浮かぶ。これはコーヒー豆の油分やタンパク質に由来するもので「クレマ」と呼ばれ、甘さの元であると言われる。この上に砂糖を浮かべて飲み干す。
エスプレッソマシンには、抽出時間や圧力などを手動で調整するなど複雑な操作を必要とする物もあり、細かく要望に応じた味を引き出すことが出来る。この技能に精通し、また以下に述べるバリエーションドリンクを淹れるにあたって、コーヒーに浮かべるフォームミルクに模様を入れる（ラテアート）など、専門の技能を持った者をバリスタと呼ぶ。
逆に、より簡便に利用できるように設計された、使い捨てカートリッジを用いるタイプのエスプレッソマシンもある。このカートリッジタイプのエスプレッソマシンは、日本ではネスレ社のネスプレッソが普及している。欧州では複数の規格が存在し、互換性がない。
イタリアのイリー社が開発し特許を取得したEasy Serving Espresso （E.S.E.） 規格のカフェポッド（エスプレッソポッド）は、日本でも普及している。「ポッド」とはエンドウマメのさやを意味する。カフェポッドはエスプレッソ1杯分に相当する約7 gの豆を焙煎し挽いたものを紙パックにし適度な圧力をかけて整形されている。適切に挽かれているだけでなくバスケット内部へのタンピングも不要であり、使用後も豆が散らずに片付けやすいため初心者にも扱いやすい。バスケットは粉用と同じく金属製でフィルターホルダーより脱着可能だが厚みはより薄く、カフェポッド装着の上にゴム製の蓋を被せる。
メーカーによってはカフェポッドを個別包装して鮮度の面での差別化を図っている。様々なロースターが味に工夫を凝らしたカフェポッドを発売している。サエコ社やデロンギ社では E.S.E. 規格（44ミリメートル径）、ネスレ社では自社開発であるネスプレッソ・カプセルに対応したエスプレッソマシンを販売している。

#### エスプレッソマシンの種類
抽出方法による分類
エスプレッソマシンは、抽出方法によりいつかの種類に大別できる。
蒸気式・直火式
比較的安価であるが2 - 4気圧程度までしか加圧できないためクレマは出ない。この方式によるものはエスプレッソではないという見解もあるが、一方で南ヨーロッパの家庭に普及しているのはこのタイプが多い。
ポンプ式
エスプレッソマシンとして最も普及しているタイプで、電動ポンプによって高圧をかけることが可能である。価格的には高級機から入門機まで、幅が広い。エスプレッソに最適と言われるものは、9気圧の圧力をかけることができる。一般にスチームを噴出させるワンドもついたモデルが多く、これによってミルクを温めてカフェラテ等のミルクコーヒードリンクを作ったり様々な飲み物を加熱することが可能となる。カフェに置かれる業務用機器はこのタイプであり、水道直結式が多い。硬水を使用すると故障の原因となるため上記のように軟水器とセットで設置されることが多い。家庭用でも原理は同じだが簡略化されていたり細かな調整が不要となっていたりするものが多い。
レバーピストン式
レバー操作によって圧力をかけて抽出するため、抽出具合を見ながらの調整が可能である。最も趣味性の高いマシンともいえる。その分操作は難しく、高価なものが多い。
全自動式
本体にコーヒー豆を挽く機能が搭載されており、一連の抽出作業も含め全て単純なボタン操作のみで自動で行われる。
モバイル式（仮称）
フランス・ハンドプレッソ社の独自仕様で「ハンドプレッソ・ワイルド」という製品が存在する。器具に内蔵された手動ポンプを操作して16気圧に加圧し、E.S.E.ポッドを使用、タンク内に蓄えられた湯を一気にE.S.E.ポッドを通すことで抽出する。抽出に器具を動作・過熱させる電源や熱源が不要のため、湯があればどこでもクレマのあるエスプレッソを楽しむことができるとしている。なお湯は保温性の良い魔法瓶で保温していたものでもかまわない模様である。摂氏80度以上が理想らしい。

コーヒー豆の使用方法による分類
コーヒー豆の使用方法によっても種類がある。
手動式
コーヒー豆をひいた粉を自分でフィルターに詰める、最も一般的なタイプ。豆の選択幅、汎用性が最も広い。
ポッド式
コーヒーの粉が紙フィルターにパックされているもの。取り扱いが簡便。手動式と兼用タイプのマシンもあり、対応する機種は比較的多い。
ネスプレッソ式
ネスレ社の独自規格。コーヒーの粉が特定のカプセルに詰められ、抽出には専用のマシンが必要となる。カプセルはネスレ社以外にも互換カプセルが多くの会社から販売されている。
その他エスプレッソマシンのサイズとしては、家庭用の小型のものから業務用の大規模なものまで多様にある。

### 直火式

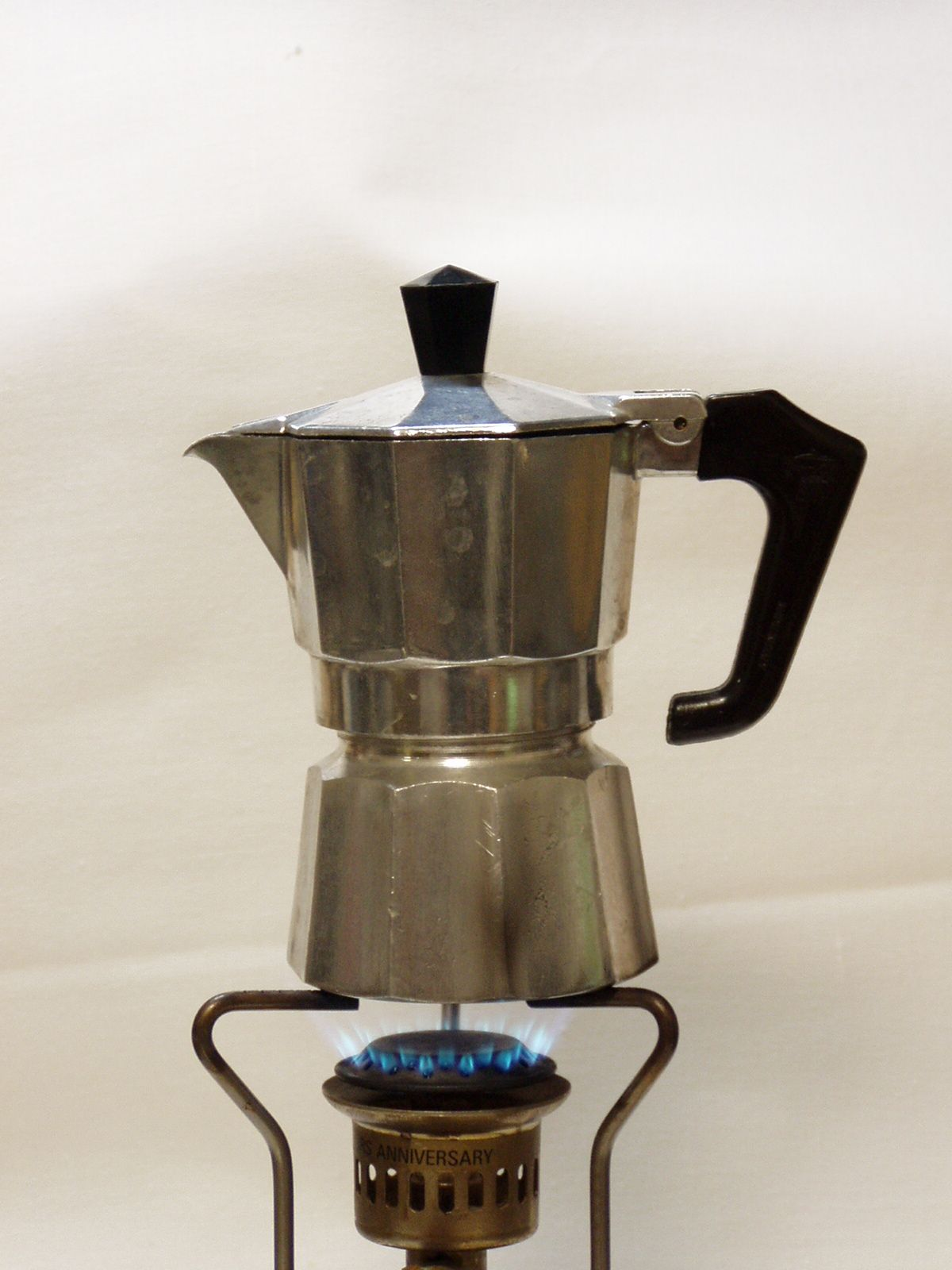
コンロ等であぶる直火式の抽出器（モカエキスプレス）

直火式の抽出器はコンロの上に直にエスプレッソの抽出器を置いて加熱し、熱を加えた際に発生する蒸気圧力によって抽出する方法である。抽出器の底面が水タンクとなっており、下から熱を加える事で沸騰した湯が、自身の蒸気圧で加圧され、サイフォンの原理により器具内部にあるコーヒー豆粉末が詰められたフィルター部を通って、本体上部に抽出されたコーヒーが溜まる仕組みになっている。抽出できる量は、器具の大きさによって決まり、一杯用から多人数用まで多様にある。
直火式の器具は電気式のエスプレッソマシンと比較した場合の特長として、器具が小さく構造が簡単であるため、総じて安価で置き場所も取らない点がある。また、アルコールランプやアウトドアコンロ等でも抽出できるため、キャンプや登山など屋外で淹れることも可能である。一方、せいぜい2 - 4気圧程度とエスプレッソマシンと比べると低い圧力で抽出しているため、多少抽出される成分に偏りがあり、香りの複雑さでは若干劣ると言われる。器具によっては錘を利用した圧力弁により2 - 2.5気圧程度を得られるものもある。また、フィルターへのコーヒー豆のセットや水の充填・沸騰と、一回ごとに手間がかかる。

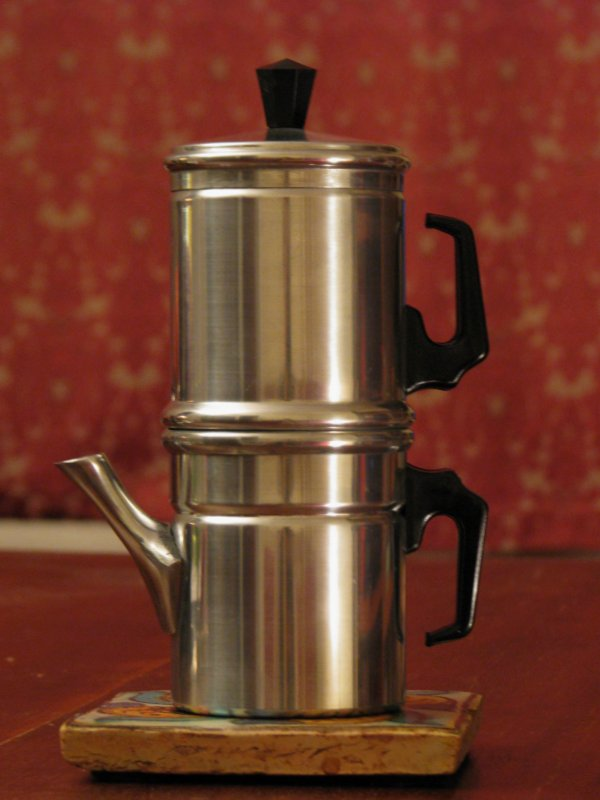
ナポリ式コーヒー用の転倒式抽出器（ナポレターナ）

直火に器具を掛けて抽出する方式の器具の名称では、「マッキネッタ（macchinetta）」 や大手メーカー製品の商品名である「モカ・エクスプレス（Moka Express）」、「直台式」、「直火式」、あるいは単にエスプレッソメーカーなどと呼ばれている。また、直火式の器具も含めてエスプレッソマシンと言われることもある。マキネッタは元々、ナポリ式コーヒー用の転倒式抽出器（ナポレターナ）も含め小型のコーヒー抽出器を指す語だが、日本では2000年代頃からこの直火に掛ける簡便なエスプレッソ抽出器を指す語として使われている模様である。
なお、エスプレッソとは本来、マシンで高圧抽出されたものだけを指し、直火式で抽出されたものは「モカ」と呼ばれて両者は全く別の飲み物であるという見解もある。

## 歴史

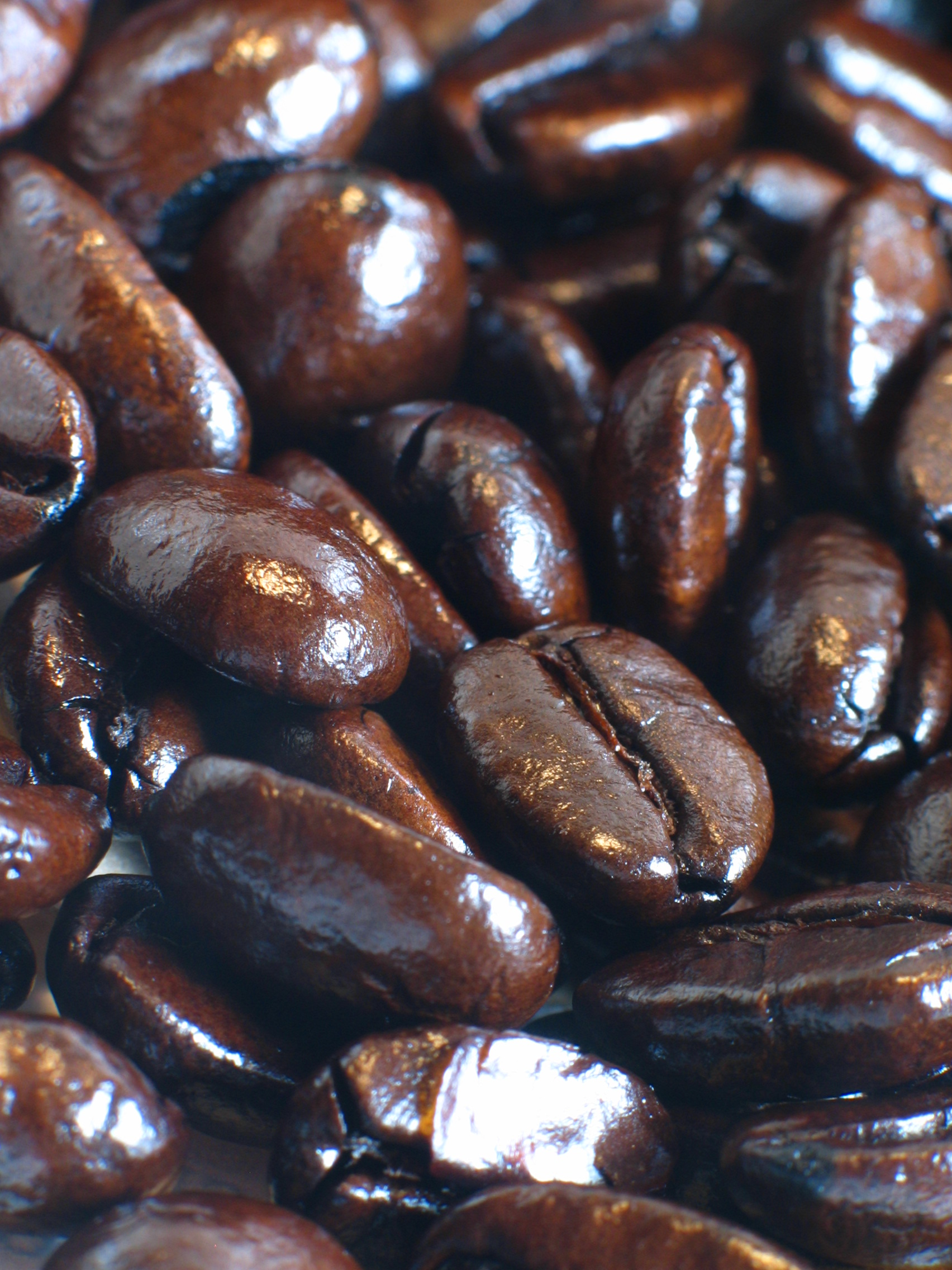
エスプレッソロースト（エスプレッソ用に深く煎られた豆）

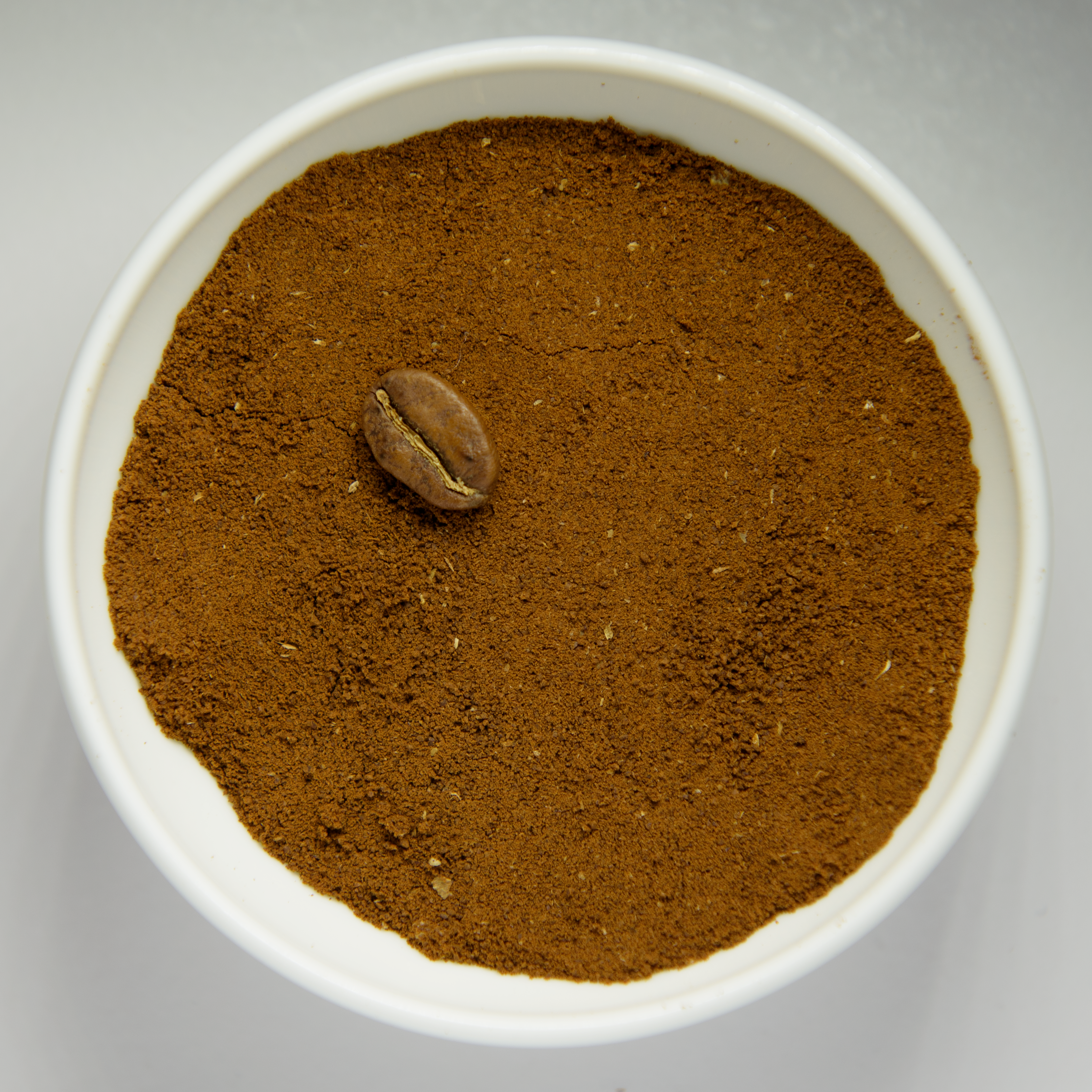
粉

1806年、ナポレオンがイギリス製品をボイコットする大陸封鎖令を発したことから、フランス植民地で砂糖やコーヒー豆が極端に不足した。このことがきっかけでチコリコーヒー（チコリや穀物を焙煎した、カフェインを含まないコーヒー風味の飲み物）などの多くの代用品や、新しいコーヒー飲料が生まれることになる。
ゲーテもイタリア滞在の際には寄ったと言われるローマの「カフェ・グレコ」の3代目オーナー、サルヴィオーニは、苦肉の策としてそれまで出していたコーヒーの量を単純に3分の2にして、価格を下げることで当座をしのいだ。これは多くの客に受け入れられ、グレコは多くの姉妹店を出した。これがデミタスカップの起源である。
ドリップコーヒーやサイフォン式のコーヒーのように圧力を一切かけずに抽出するのと違い、高圧力で抽出し濃厚なコーヒーを淹れる方法として、エスプレッソマシンはデミタスカップの誕生から1世紀後の1901年にルイジ・ベッゼラ （Luigi Bezzera） によって開発された。この特許を買い取ったデジデリオ・パヴォーニ （Desiderio Pavoni）が1906年のミラノ万国博覧会に<ベゼラ>という名前で出品したのがエスプレッソの起源であり、1杯ずつ注文に応じて淹れる手法がトルココーヒーで既に定着していたイタリアで広く受け入れられた。
現在多く用いられている電気式の業務用マシンは、1961年にエルネスト・バレンテによって開発されたFaema E61をベースとしている。アメリカイギリスや日本等南ヨーロッパ以外の国々でエスプレッソドリンクが広く受け入れられるようになったのは、スターバックスをはじめとするシアトル系コーヒーショップがチェーン展開されたことが大きい。
エスプレッソの語源は「急速」との説と、「特別に、あなただけに」との説、「抽出する」という意味の動詞の過去分詞形から派生したとする説がある。誰が最初に名付けたのかははっきりしていない。ただ、当時の時代背景から蒸気機関車の図版を用いて宣伝活動を行っていたエスプレッソマシンメーカーもあったことから、「急速」のイメージは強く関わっていることがわかる。また、イタリア語の鉄道用語でエスプレッソは「急行」をさす。

## バリエーション
シングルショット分のコーヒー豆から30ml 抽出したものをノルマーレと呼び、抽出量を半分の15 mlとするかダブルショット分のコーヒー豆から30 mlを抽出したものをリストレットと呼ぶ。逆にシングルショット分のコーヒー豆から60 mlまたは90 mlを抽出もしくはダブルショット分のコーヒー豆から90 mlまたは120 ml程度抽出したものをルンゴと呼ぶ。エスプレッソは本来ストレート、または砂糖だけで飲むものであるが、牛乳などと組み合わせる飲み方もみられる。
- カフェ・コン・パンナ（英語版）
- カフェ・マキアート
- カフェ・ラッテ
- カフェ・オ・レ
- カプチーノ
- キャラメル・マキアート
- カフェ・モカ
- エスプレッソ・アメリカーノ
- カフェ・フレッド・シェケラート
- コレット
- フラットホワイト
- アッフォガート
- ビチェリン
- エスプレッソ・トニック
- カッフェ・ドルゾ
- ラッテ・マキアート

イタリアではカフェといえばエスプレッソのことを基本的に指すため、カフェ・ラッテとはエスプレッソに牛乳を加えたものである。「ラッテ （latte）」はイタリア語で「牛乳」の意である。日本ではドリップコーヒーに牛乳を加える飲み方を従来カフェ・オ・レと称した。これに対しエスプレッソに牛乳を加えたメニューを紹介したアメリカのコーヒーチェーンに倣ってカフェ・ラッテの名称が広まったため、“オ・レ” と “ラッテ” が区別されることになったと考えられる。
また、バリエーションドリンクに用いられる場合には、エスプレッソは「ショット」（shot） という単位で数える。

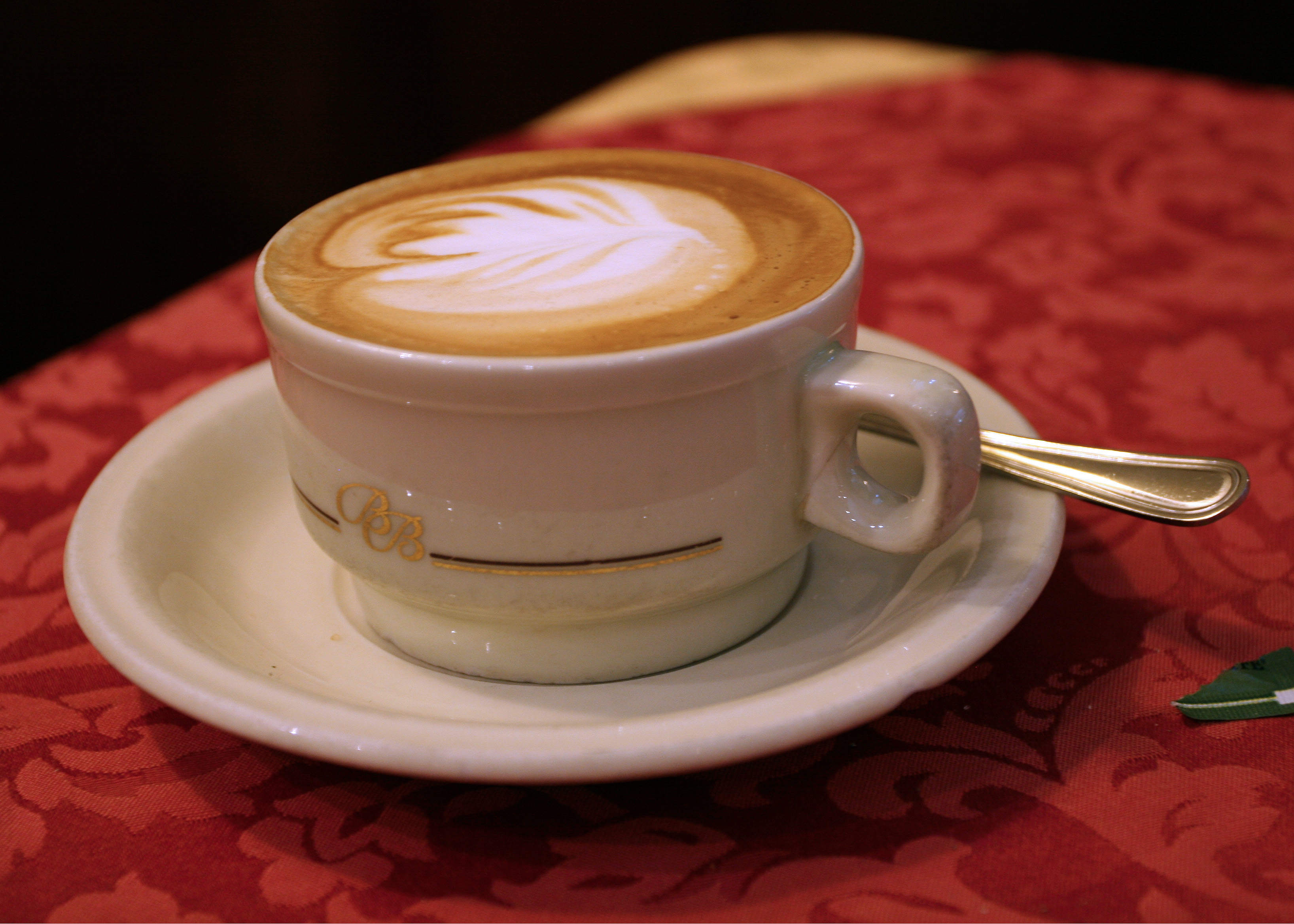
カプチーノ
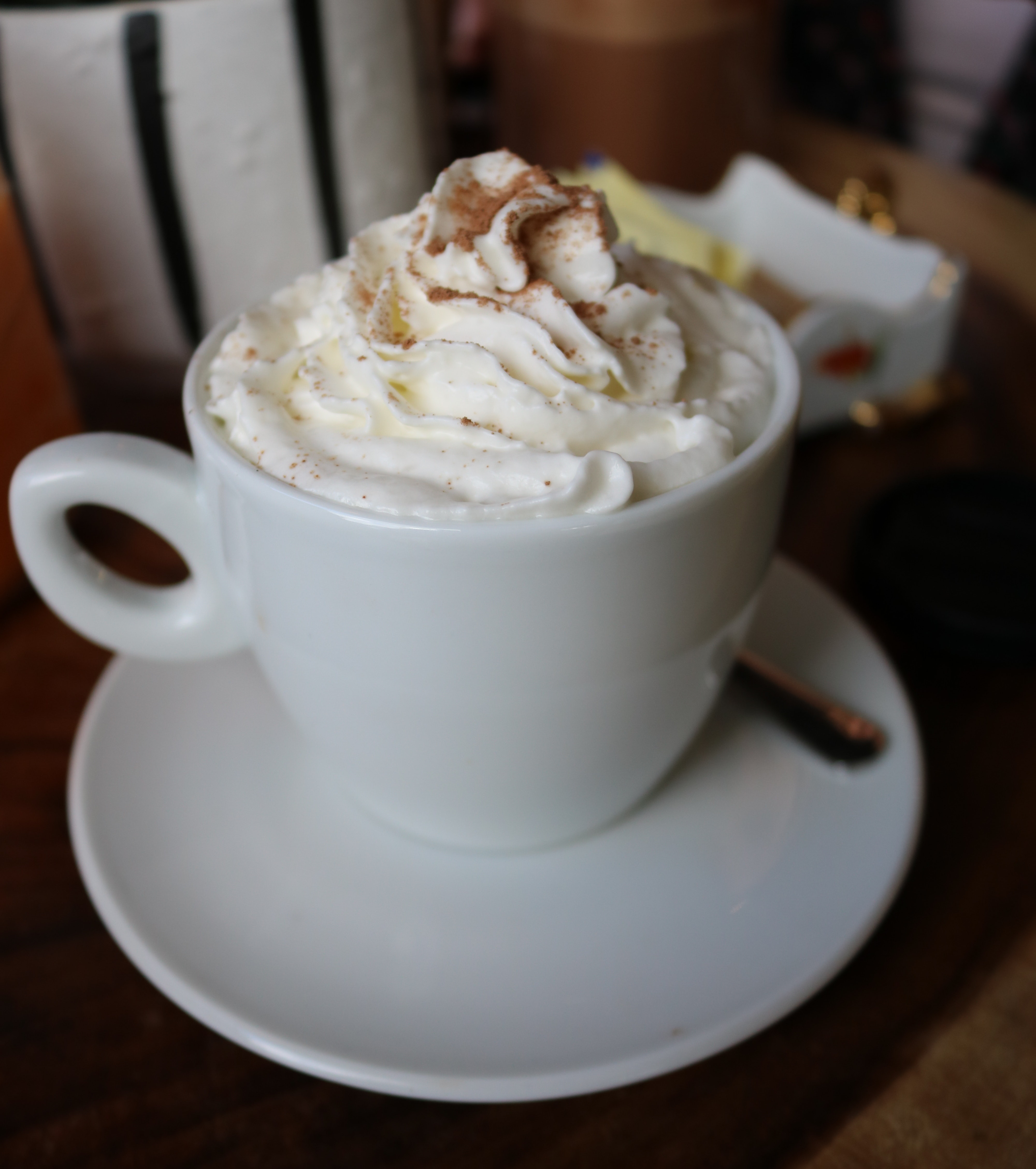
*カフェ・コン・パンナ（イタリア語版）
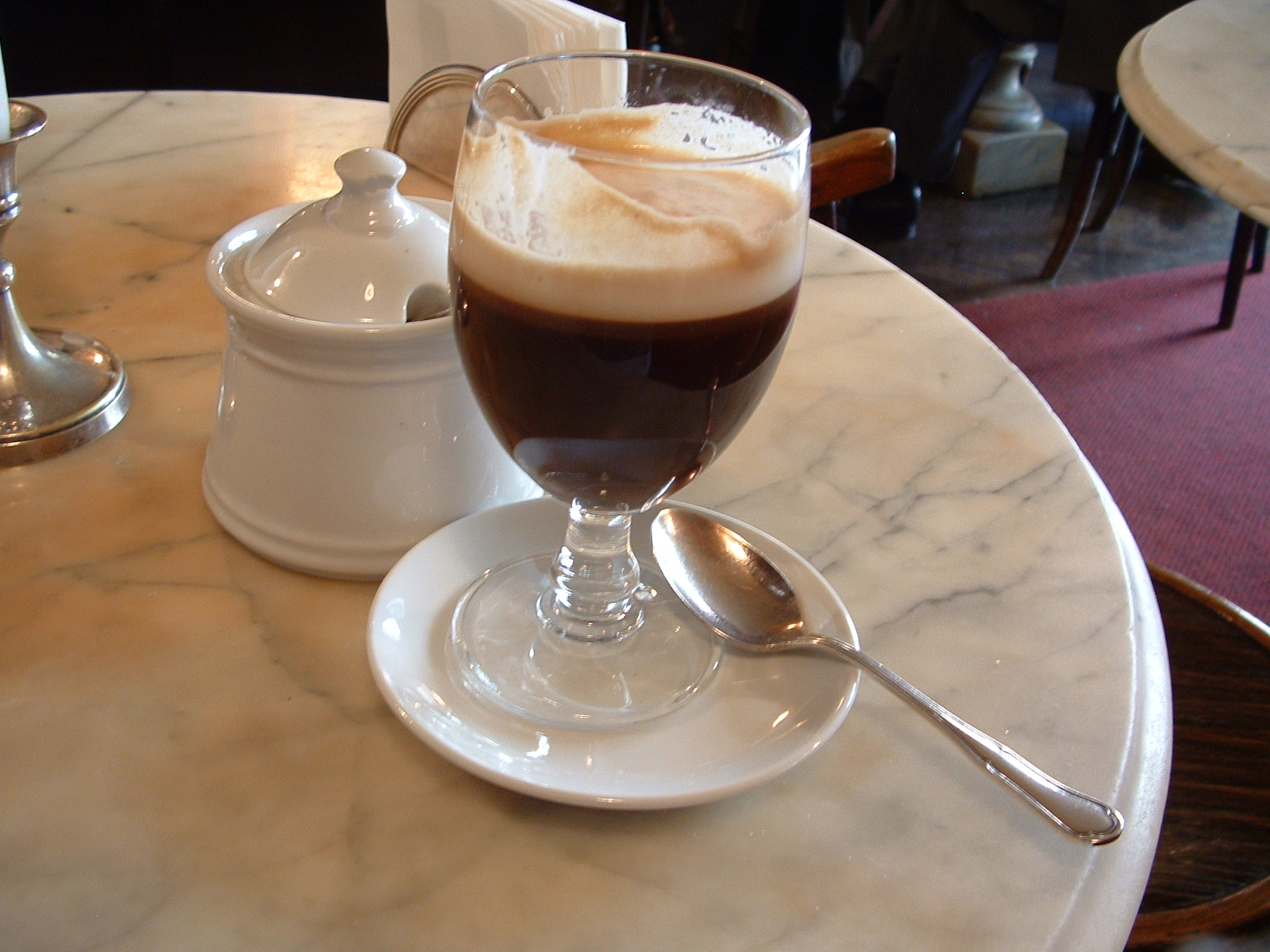
ビチェリン
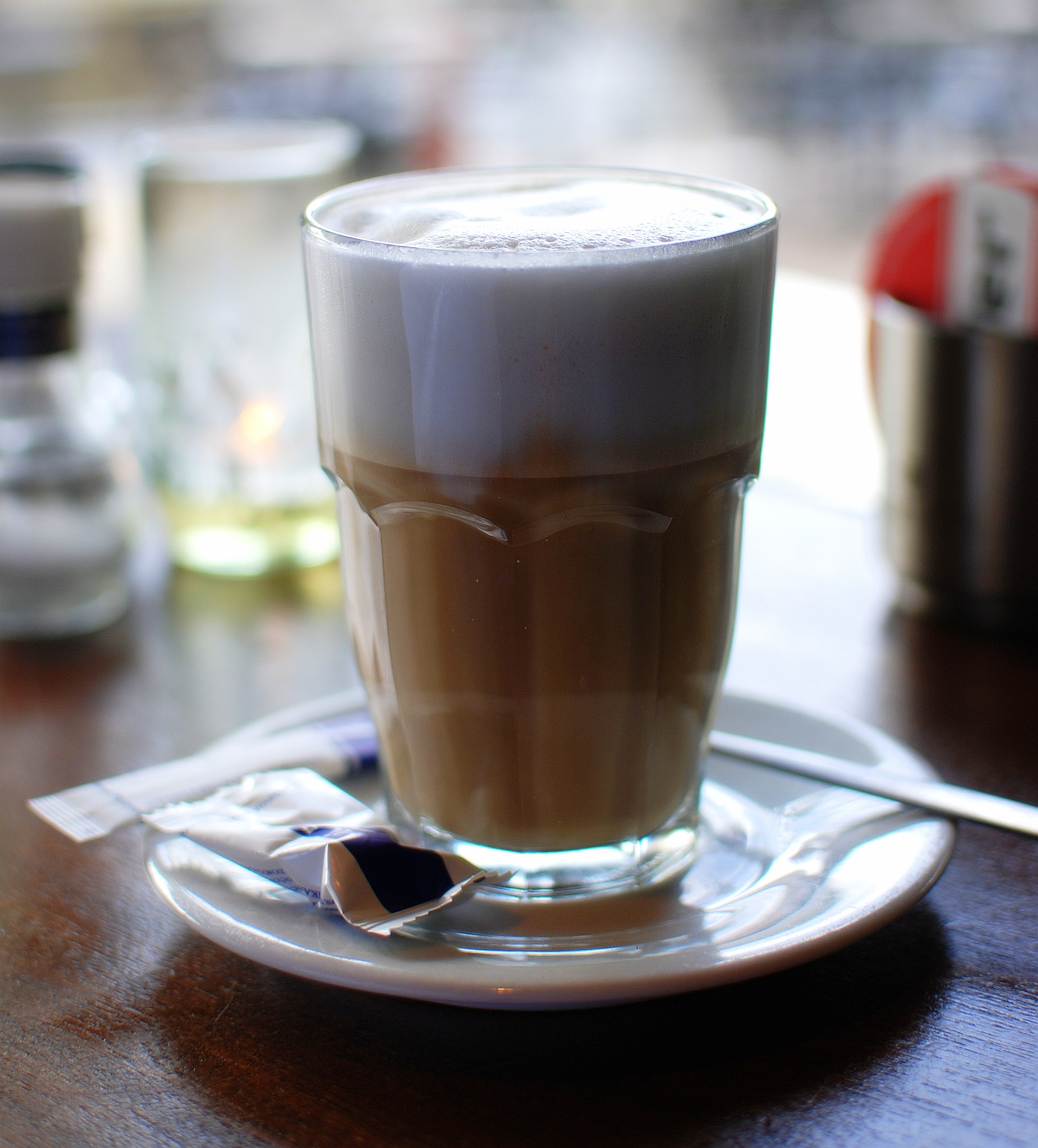
カフェ・ラッテ
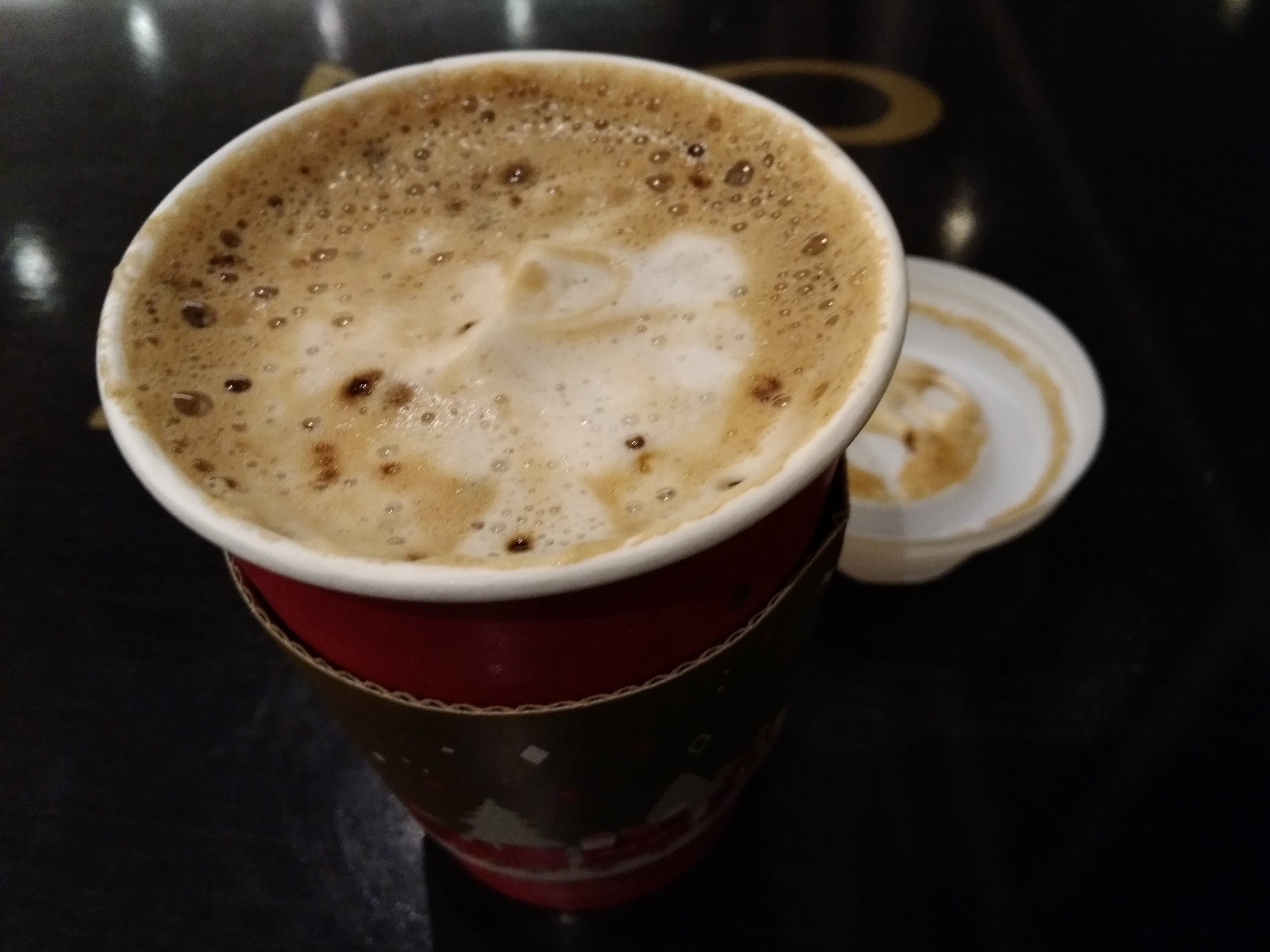
カッフェ・ドルゾ
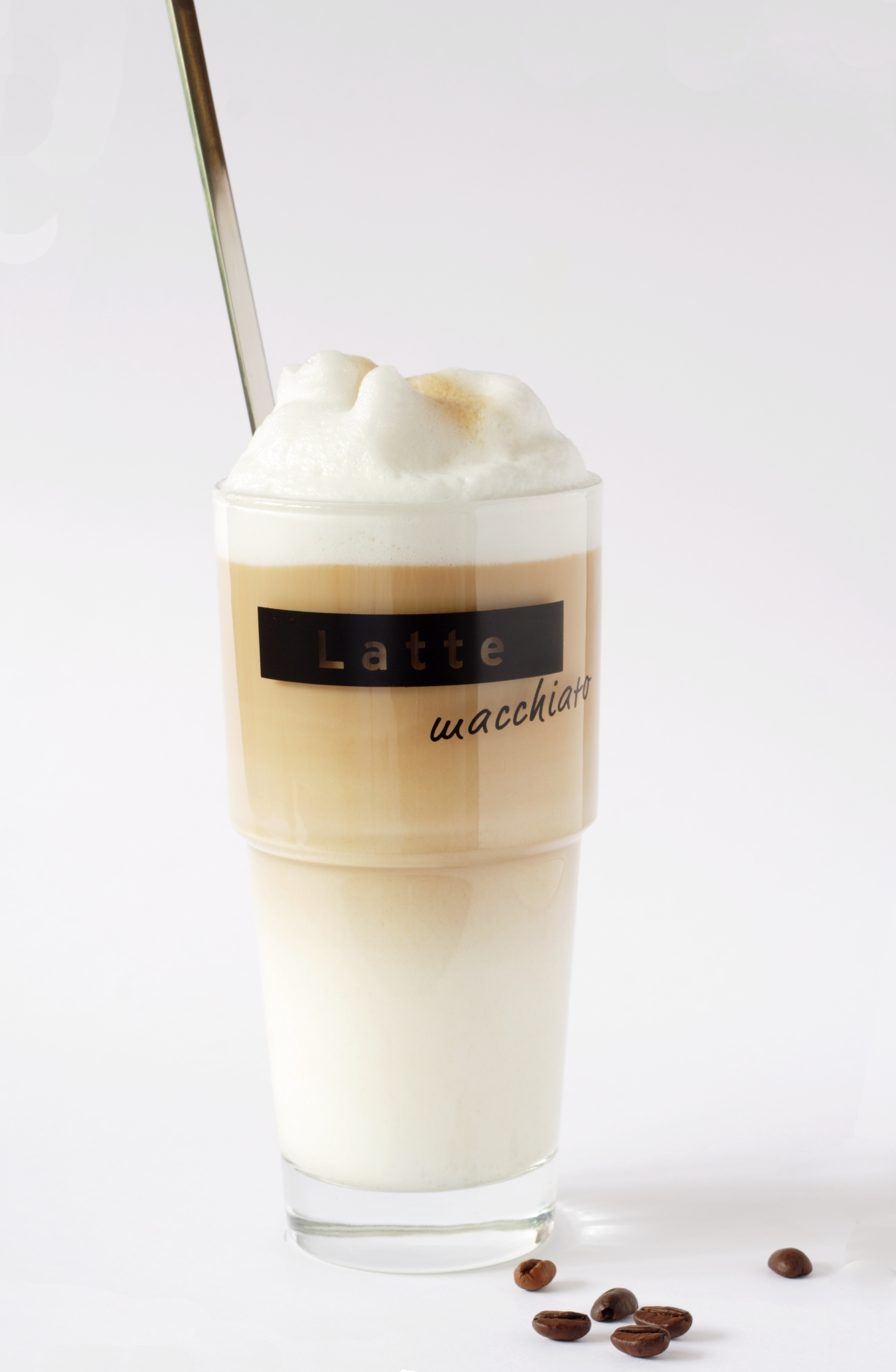
ラッテ・マキアート
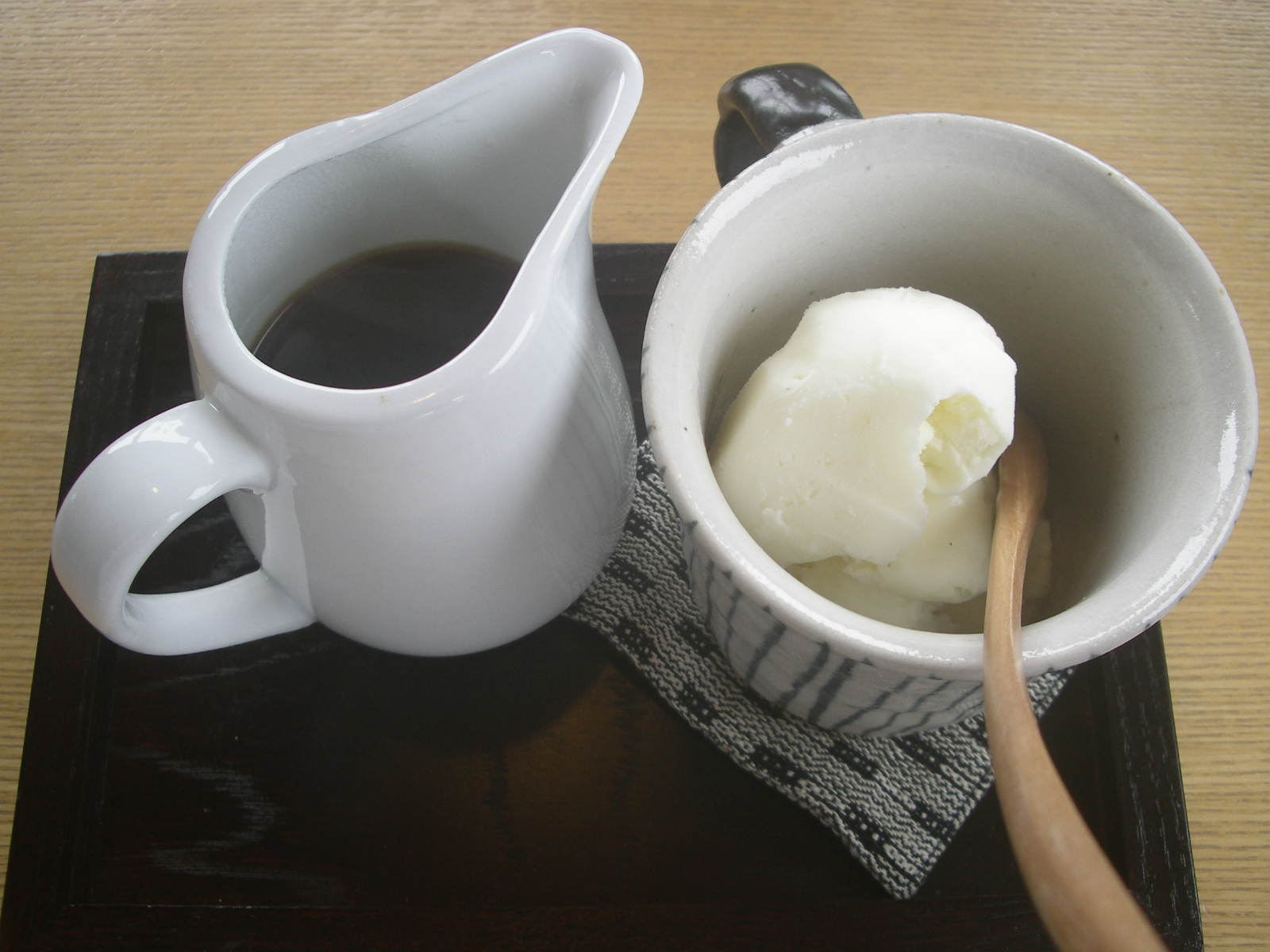
アフォガート

## エスプレッソ用コーヒー豆の主な焙煎所

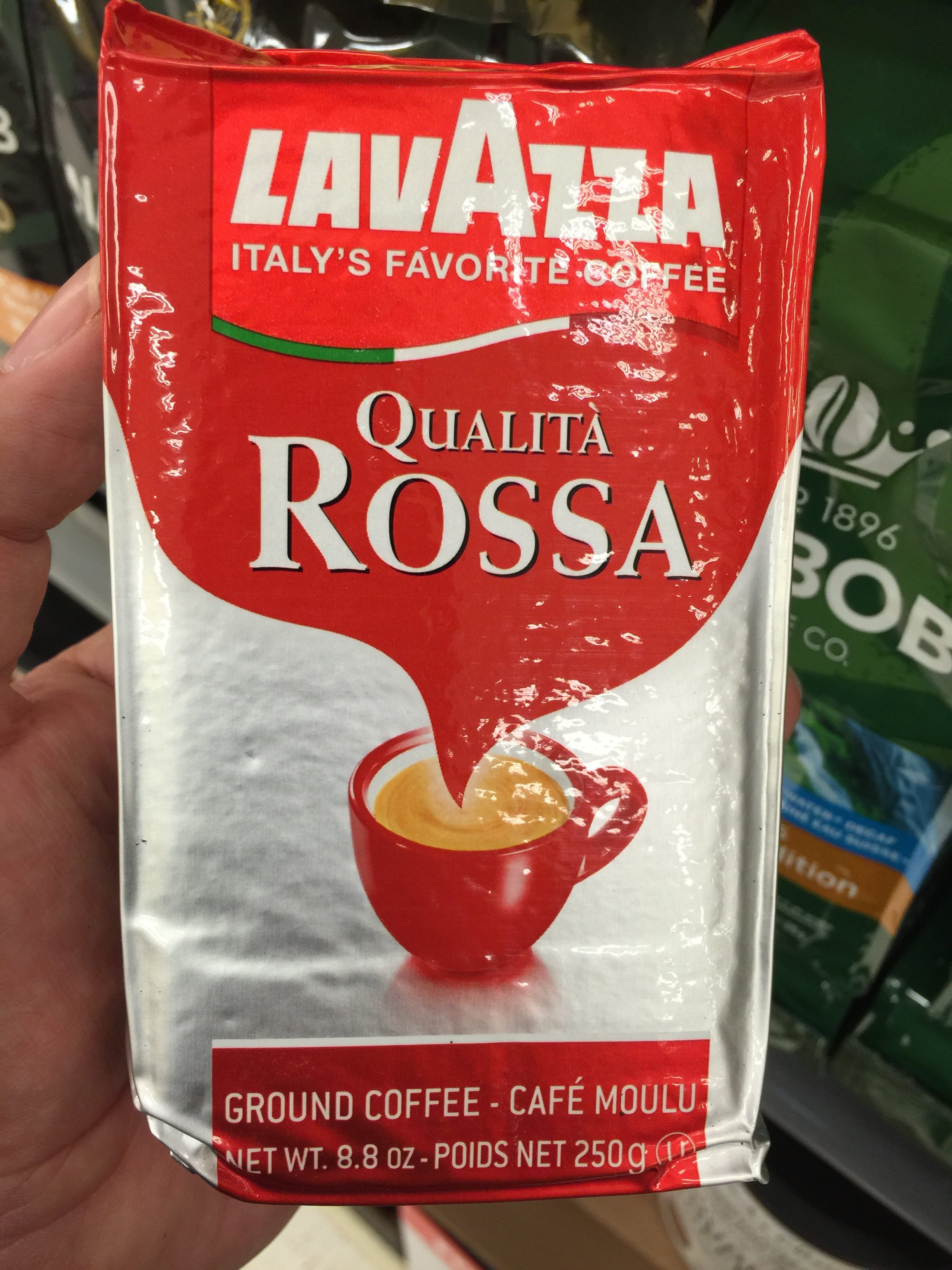
市販のエスプレッソ用コーヒー豆

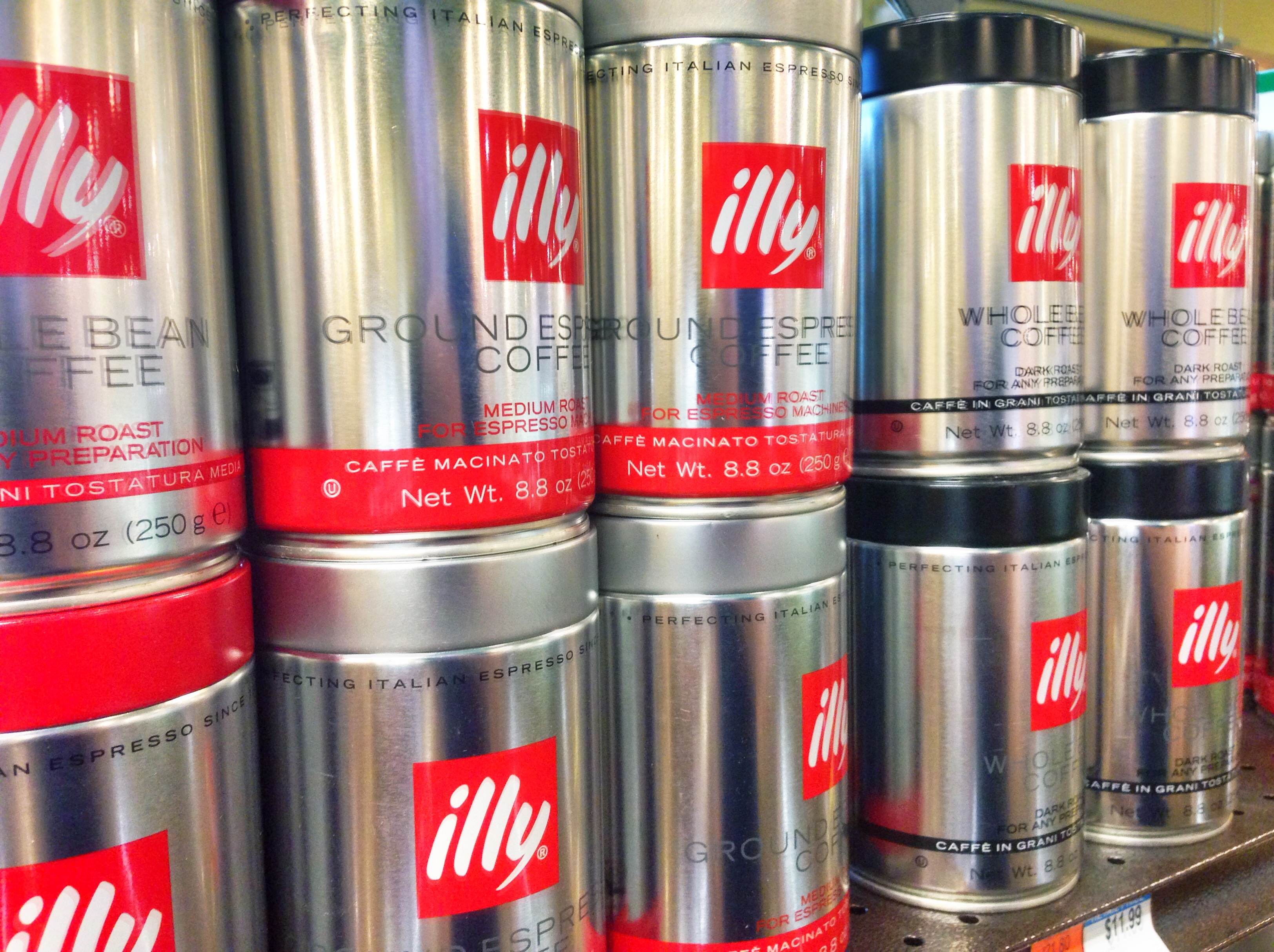
市販のエスプレッソ用コーヒー豆

- ラバッツァ（英語版）
- ザネッティ
- イリー
- ネスレ・イタリア
- ボルボーネ(BORBONE)
- キンボカッフェ（イタリア語版）